# Костел Преображення Господнього (Пробіжна)
Косте́л Преображення Господнього в Пробіжній — культова споруда, парафіяльний римо-католицький храм у селі Пробіжній Колиндянської громади Чортківського району Тернопільської области України.

## Історія
Місцеві римо-католики, чисельність яких до війни сягала 700, належали до парафії в Жабинцях. 
У 1910 році споруджено мурований філіальний костел парафії в Жабинцях. 
За радянської влади, до листопада 1991 року, святиня була закрита (використовувалась як зерносховище та колгоспний склад).